# Mertingen
Mertingen là một đô thị ở huyện Donau-Ries trong bang Bayern nước Đức. Đô thị Mertingen có diện tích 38,42 km².